# Загадка Кальмана
«Загадка Кальмана» — радянсько-угорський художній фільм 1984 року, знятий режисером Дйордем Палашті на кіностудії «Мосфільм».

## Сюжет
Про життя відомого угорського композитора Імре Кальмана, творця таких оперет, як «Сільва», «Маріца», «Принцеса цирку», «Фіалка Монмартра», «Баядера» та інших.

## У ролях
- Петер Хусті — Імре Кальман
- Ілдіко Пірош — Паула
- Енікйо Есеньї — Віра
- Тетяна Плотникова — баронеса Естергазі
- Шандор Сабо — Апа
- Ілона Каллаш — Аня
- Ірина Губанова — Ірмгард
- Ержи Пастор — Первічне
- Габріелла Лакатош — Полді
- Петер Балаш — шурин
- Роберт Ратоньї — директор театру
- Володимир Ферапонтов — диригент
- Єлизавета Ауербах — епізод
- Любов Германова — епізод
- Ірина Гошева — епізод
- Юрій Гусев — епізод
- Марина Дюжева — епізод
- Олена Фіногєєва — епізод
- Янош Катона — Бела, брат Кальмана
- Петер Кертес — епізод
- Ігор Ясулович — епізод
- Сергій Мартинов — епізод
- Едіна Пастор — епізод
- Тетяна Нікітіна — Вімма Кальман
- Лідія Старокольцева — чергова
- Андрій Карташов — Едвін

## Знімальна група
- Режисер — Дйордь Палашті
- Сценарист — Юрій Нагибін
- Оператори — Григорій Бєлєнький, Міклош Херценік
- Художники — Костянтин Форостенко, Маргіт Варга